# Idanastes abditus
Idanastes abditus är en skalbaggsart som beskrevs av Britton 1987. Idanastes abditus ingår i släktet Idanastes och familjen Melolonthidae. Inga underarter finns listade i Catalogue of Life.